# فايديميرين
فايديميرين Wijdemeren  هي مدينة وبلدية بمقاطعة شمال هولندا، هولندا.

## طوبوغرافيا
خريطة طوبوغرافية هولندية لبلدية فايديميرين، 2013، (تقرأ بعد ثلاث نقرات على الخريطة).